# Weinbergen
Weinbergen là một đô thị thuộc huyện Unstrut-Hainich trong bang Thüringen, Đức. Đô thị này có diện tích 43,77 km².

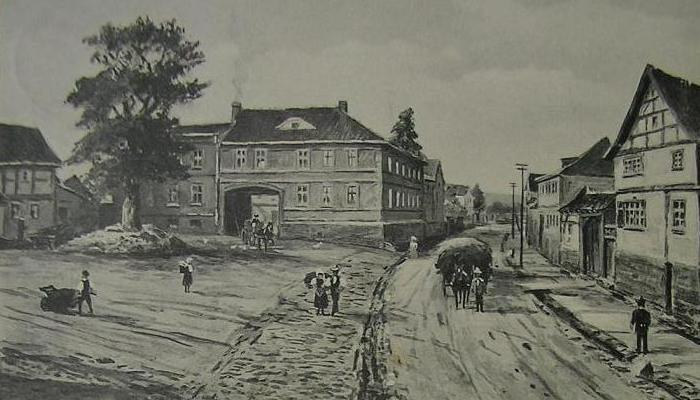
Grossgrabe/Thüringen (1909)